# Soieries Ducharne
Les soieries F. Ducharne, sont un ensemble d'entreprises créées en 1920 par François Ducharne à Lyon, avec une usine de production à Neuville-sur-Saône, dans le département du Rhône, ainsi qu'un atelier de création graphique à Paris.

## Histoire
Une première société en nom collectif, est créé à Lyon, le 20 décembre 1920 sous le nom de "Ducharne & Cie", puis elle sera transformée en société anonyme, avec transfert de son siège social à Paris le 27 juillet 1922.
La même année (1920), une usine de production est créée avenue Sadi-Carnot à Neuville-sur-Saône.
Parallèlement, un atelier de création de dessins dédié à la soierie est créé à Paris, cet atelier comptera jusqu’à 33 dessinateurs, dont de grands peintres, dont : Guy de Chaunac (connu comme Dom Robert),  Bernard Lorjou et Yvonne Mottet qui, y faisant leur apprentissage, s'y rencontreront. Jusqu'en 1932, année de la fermeture de cet atelier, les créations alimentent les plus prestigieuses maisons de hautes coutures : Jacques Fath, Balmain, Lanvin, Christian Dior etc.[Quoi ?]
Ces créations entraineront les Soieries F. Ducharne, vers des succès dépassant l'horizon français.

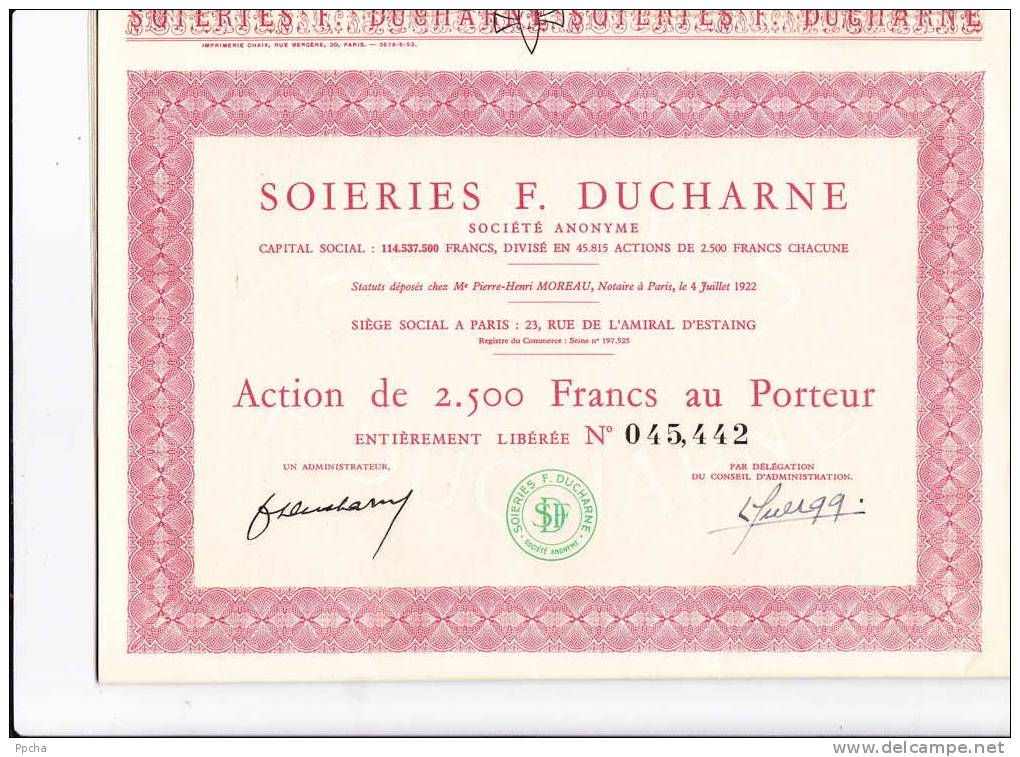
Action au porteur des Soieries F. Ducharne en 1922.
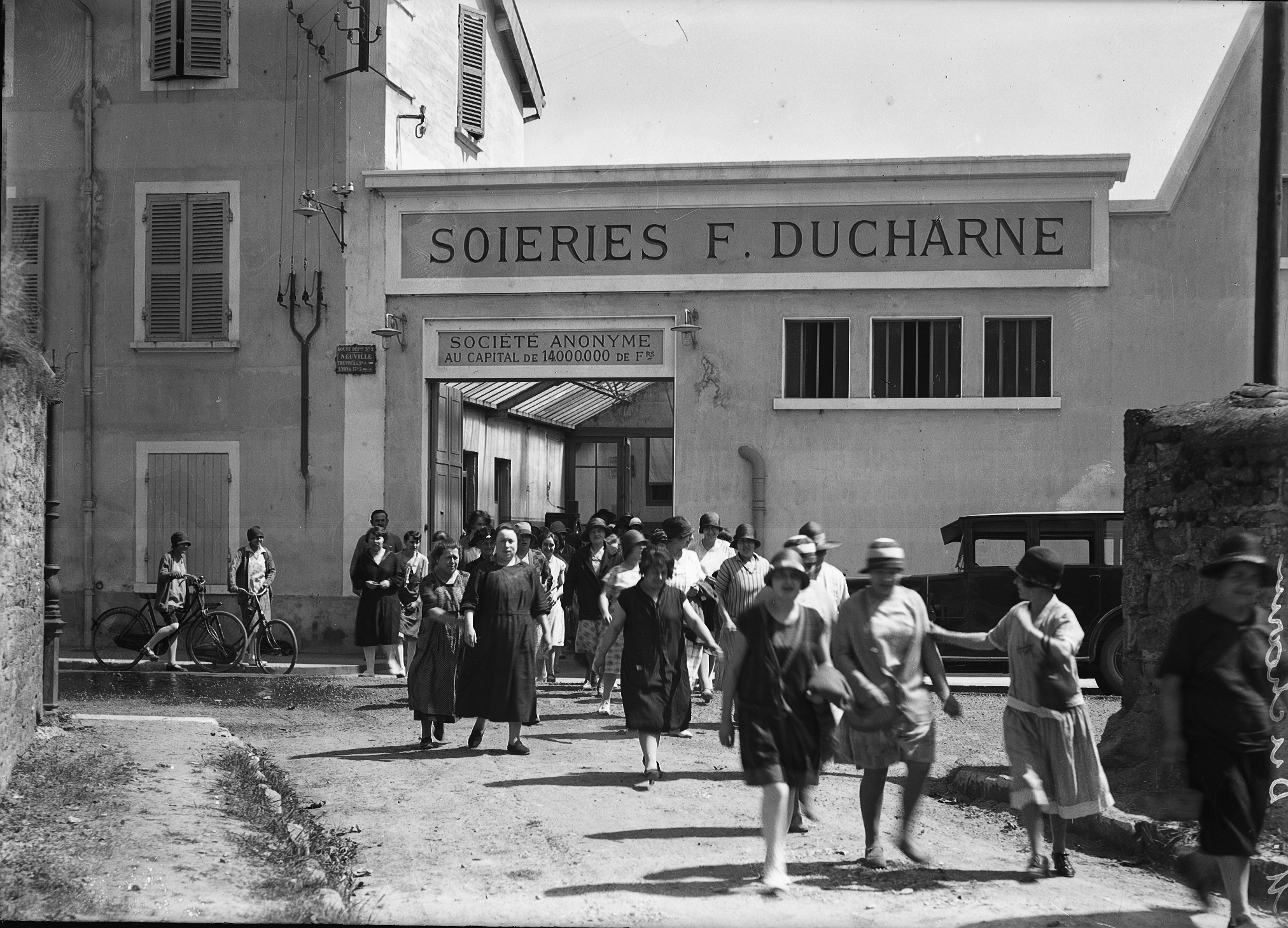
La sortie des ouvrières, Soieries F. Ducharne à Neuville-sur-Saône, en 1930.
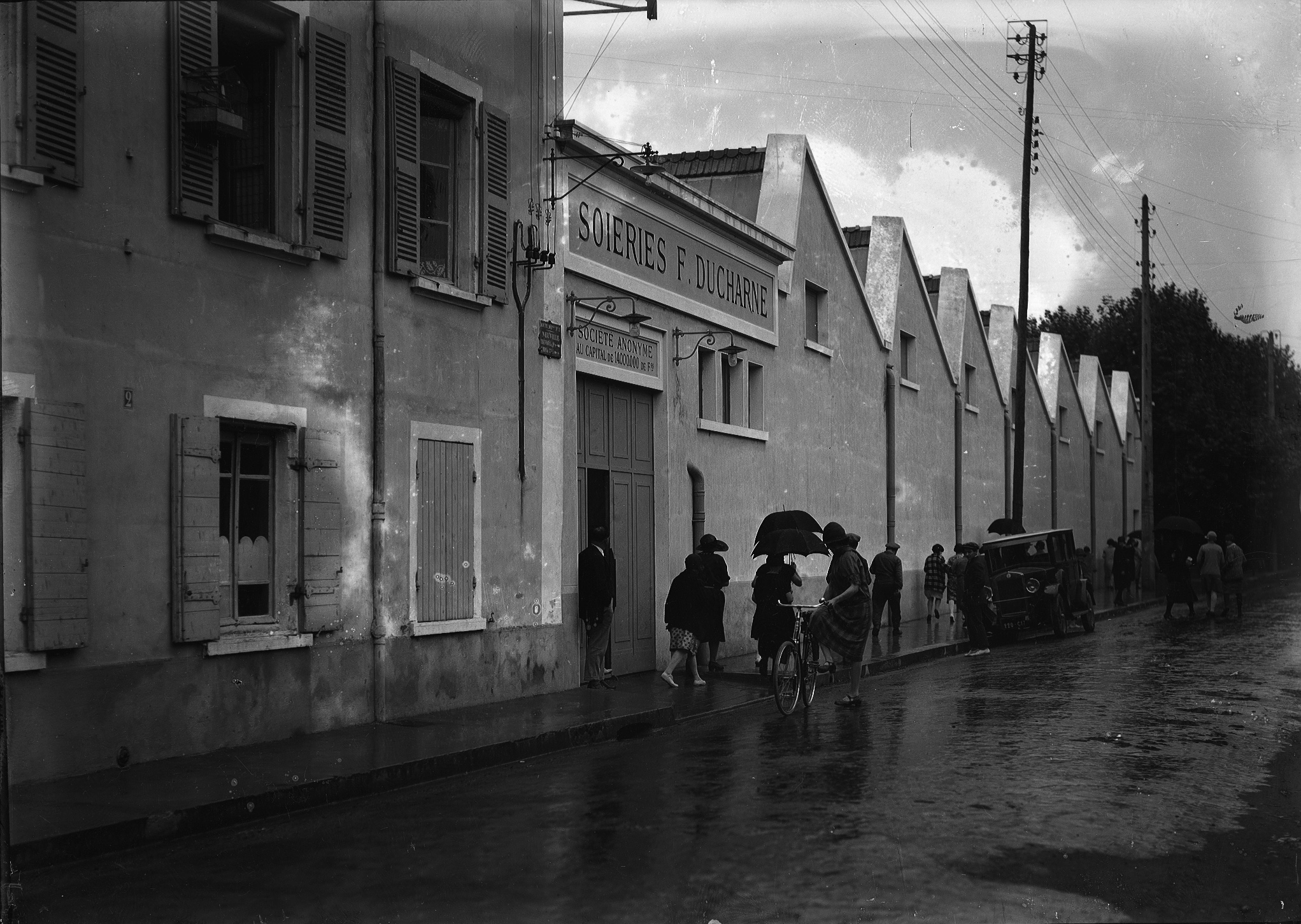
La façade de l'usine, Soieries F. Ducharne à Neuville-sur-Saône, en 1925.
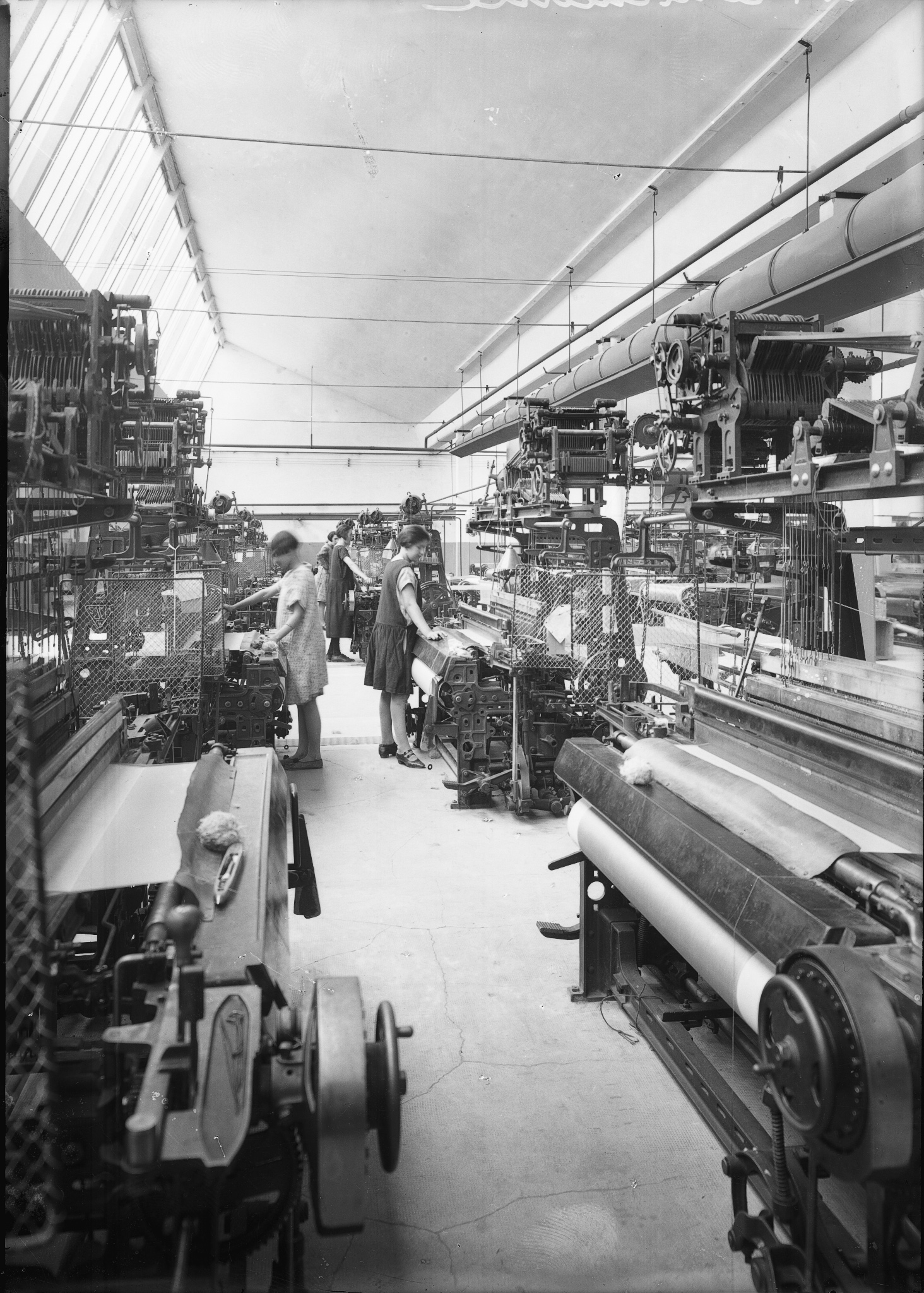
Un atelier de fabrication, Soieries F. Ducharne à Neuville-sur-Saône, en 1930.

Au faîte de sa gloire, François Ducharne fait édifier en 1923-1924 un hôtel particulier au 15, rue Albéric-Magnard, dans le 16e arrondissement de Paris. L’œuvre est signée de l'architecte Pierre Patout et sa décoration est confiée à l'ensemblier Jacques-Émile Ruhlmann. L'industriel s'en sépare au milieu des années trente et son nouveau propriétaire y apporte plusieurs modifications qui altèrent son aspect d'origine, notamment sa façade principale. L'hôtel est finalement détruit en 1968 pour laisser place à un immeuble de plusieurs étages.
Les Soieries F. Ducharne, continueront leurs activités jusqu'en 1972. À cette date, elles seront vendues à François de Grossouvre, qui les développera en leur rattachant la production de fibre de verre (entreprise Ducharne et Verester).